# آنا ماریا پرز دتگله
آنا ماریا پرز دِتـَگله (انگلیسی: Anna Maria Perez de Taglé؛ زادهٔ ۲۳ دسامبر ۱۹۹۰) یک هنرپیشه و خواننده اهل ایالات متحده آمریکا است. وی از سال ۲۰۰۵ میلادی تاکنون مشغول فعالیت بوده‌است.
از فیلم‌ها یا مجموعه‌های تلویزیونی که وی در آن‌ها نقش داشته است می‌توان به فصل همایش و هانا مونتانا اشاره نمود.